# Abe Fortas

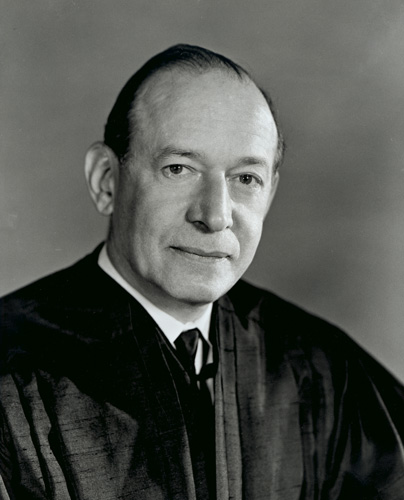
Richter Abe Fortas

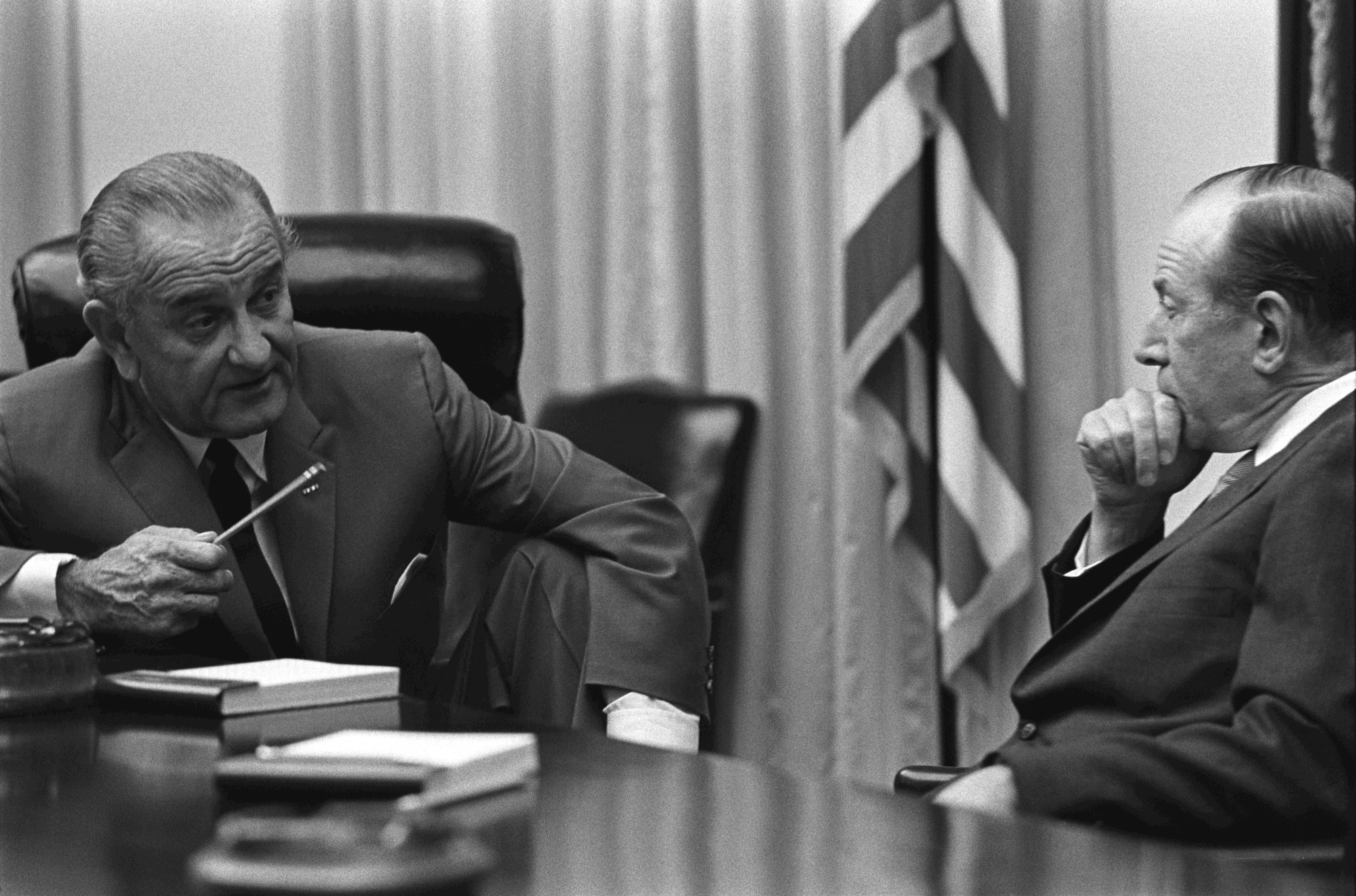
Abe Fortas (rechts) im Gespräch mit Präsident Johnson im Cabinet Room, 1968

Abraham „Abe“ Fortas (* 19. Juni 1910 in Memphis, Tennessee; † 5. April 1982 in Washington, D.C.) war ein Richter am Obersten Gerichtshof der Vereinigten Staaten.

## Biografie
Der Sohn eines orthodoxen jüdischen Tischlers studierte nach dem Besuch der South Side High School und dem Southwestern College von 1930 bis 1933 an der Yale Law School und schloss dieses Studium mit einem Bachelor of Laws (LL.B.) ab. Anschließend war er bis 1937 als Hochschullehrer an der Yale Law School tätig. Neben einer Tätigkeit als Rechtsanwalt war er auch Herausgeber des Yale Law Journal. Während des Zweiten Weltkriegs wurde er wegen einer Augenkrankheit aus dem Militärdienst ausgemustert.
Nach dem Zweiten Weltkrieg war er 1946 Mitgründer und Partner der Rechtsanwaltskanzlei Arnold & Porter Company, die heute 625 Rechtsanwälte beschäftigt. Daneben war Mitglied der American Bar Association sowie Mitglied des Kuratoriums (Board of Trustees) der Rechtswissenschaftlichen Gesellschaft (American Judicature Society Board of Trustees).
Am 4. Oktober 1965 wurde er von US-Präsident Lyndon B. Johnson zum Richter am Obersten Gerichtshof der Vereinigten Staaten berufen. Dieses Amt hatte er bis zu seinem Rücktritt am 14. Mai 1969 inne.
Während seiner Amtszeit als Richter wirkte er als Vertreter der Mehrheitsmeinung bei folgenden bedeutenden Entscheidungen mit:
- Miranda v. Arizona (1966)
- Loving v. Virginia (1967)

## Nominierung als Chief Justice, Skandal und Rücktritt
Im Jahr 1968 nominierte Präsident Johnson Fortas als Chief Justice, nachdem der bisherige Oberste Richter Earl Warren seinen Rückzug angekündigt hatte. Als sich jedoch im US-Senat Widerstand gegen Fortas Bestätigung formierte, zog der Präsident seine Nominierung im Oktober 1968 wieder zurück. Fortas hatte ein Vortragshonorar von 15.000 USD für neun Reden vor der American University Washington College of Law erhalten. Da das Honorar aus privaten Quellen stammte, zweifelten zahlreiche US-Senatoren seine Unabhängigkeit an. Der Rückzug seiner Nomination als Chief Justice hatte jedoch keinen Einfluss auf seine Position als Associate Justice, die er behielt.
1969 wurde zusätzlich bekannt, dass Fortas im Januar 1966 vom Financier Louis Wolfson eine Summe von 20.000 USD als Anwaltshonorar für nicht näher definierte Beratungen erhalten hatte. Die Gebührenvereinbarung sah zudem eine lebenslange jährliche Zahlung von 20.000 USD an Fortas sowie im Todesfall an dessen Witwe vor. Wolfson war zum Zeitpunkt der Zahlung in ein Verfahren wegen Kapitalanlagebetrugs verwickelt und hatte in der Folge zweimal von Fortas Einflussnahme auf Präsident Johnson für eine Begnadigung verlangt. Fortas sagte dazu, dass er dies nicht getan hätte, und zahlte nach Bekanntwerden der Vereinbarung die 20.000 USD an Wolfson zurück. Als dies Chief Justice Warren bekannt wurde, forderte er Fortas privat zum Rücktritt auf. Nachdem im Repräsentantenhaus ein Antrag auf Impeachment eingebracht worden war, trat Fortas am 14. Mai 1969 zurück. Am 5. Juli 1969 erschien sein Porträt auf der Titelseite des TIME-Magazine.
Ebenfalls 1969 ernannte Johnsons Nachfolger Richard Nixon Warren E. Burger zum neuen Chief Justice, was der Senat auch bestätigte. Als Ersatz für Fortas nominierte Nixon zunächst erfolglos Clement Haynsworth und G. Harrold Carswell, bis schließlich 1970 im dritten Anlauf sein Kandidat Harry A. Blackmun vom Senat bestätigt wurde.
Nach Fortas' Ausscheiden aus dem Obersten Gerichtshof ging er in die Privatwirtschaft und war Mitglied des Aufsichtsrates von Braniff International Airways sowie Vizepräsident der Federated Department Stores.

## Veröffentlichungen
- Concerning Dissent and Civil Disobedience (1969) (Über Dissens und zivilen Ungehorsam)